# Ellen Verbeek
Ellen Verbeek (Enschede, 13 augustus 1958) is een Nederlandse journaliste. Zij was hoofdredacteur van de Russische versie van Cosmopolitan. Verbeek werd in 2004 creatief directeur bij Independent Media. Zij was getrouwd met de journalist en uitgever Derk Sauer.

## Levensloop
Verbeek groeide op in Enschede. Na het gymnasium ging zij in 1976 Nederlands studeren aan de Universiteit van Amsterdam. Van 1980 tot 1983 werkte ze als copywriter bij Ogilvy & Mather. Van 1983 tot 1985 werkte ze als journaliste bij Nieuwe Revu. Daar leerde zij ook haar aanstaande man kennen. Sauer was hoofdredacteur van Nieuwe Revu. Samen kregen zij drie zonen. In 1985 vertrok Verbeek om voor de Haagse Post te gaan werken.
Het echtpaar vertrok in 1990 voor VNU naar Rusland om een tijdschrift op te zetten. Sauer wilde een Engelstalige internationale krant opzetten, maar VNU zag weinig in deze plannen. Daarom besloot Sauer dit samen met zijn zakenpartner Annemarie van Gaal te doen. Vanuit de door henzelf opgezette uitgever Independent Media werd de krant Moscow Times uitgegeven. Intussen werd ook besloten een vrouwenblad op te zetten, omdat deze er nauwelijks waren in Rusland. Independent Media kreeg in 1994 toestemming om de Russische versie van het modeblad Cosmopolitan op te zetten. Onder haar leiding groeide het uit tot een blad met meer dan een miljoen lezers. In 2004 vertrok Verbeek als hoofdredacteur om het Yoga Journal op te zetten. Dit blad groeide uit tot een tijdschrift met meer dan vijftigduizend abonnees. Sinds 2004 is Verbeek ook creatief directeur bij Independent Media.

## Publicaties
- Dido Michielsen: Moscow Times. Het Russische avontuur van Derk Sauer en Ellen Verbeek. Amsterdam, Uitgeverij Nieuw Amsterdam, 2013. ISBN 9789046814727
- Derk Sauer & Ellen Verbeek: Tussen Russen. Berichten uit het dagelijks leven te Moskou. Weert, M&P Document, 1992. ISBN 90-6590-585-5

1. ↑  Twentsch Dagblad Tubantia van 14 augustus 1958.